# Gete Wami
Getenesh Wami Degife, detta Gete (Debre Berhan, 11 dicembre 1974), è un'ex mezzofondista e maratoneta etiope, campionessa mondiale dei 10000 metri piani a Siviglia 1999.
Oltre a questa medaglia nel suo palmarès ci sono anche un argento e due bronzi olimpici e un bronzo mondiale.

## Biografia
Nel 1996 e nel 1999 è campionessa mondiale di corsa campestre nella corsa lunga, mentre nel 2001 lo è nella prova breve. Nel 2000 stabilisce la miglior prestazione mondiale stagionale sui 5000 m piani.
Nel 2005 abbandona la pista e si dedica a tempo pieno alle corse su strada su distanze maggiori, in cui aveva già debuttato nel 2002, trionfando alla maratona di Amsterdam. In quello stesso 2005 vince la Rock 'n' Roll Marathon di San Diego, mentre nel 2006 e 2007 conquista il primo posto nella maratona di Berlino.

## Palmarès
| Anno | Manifestazione     | Sede          | Evento         | Risultato | Prestazione | Note                  |
| ---- | ------------------ | ------------- | -------------- | --------- | ----------- | --------------------- |
| 1991 | Mondiali di cross  | Anversa       | Corsa juniores | 5ª        | 14'33"      |                       |
| 1992 | Mondiali di cross  | Boston        | Corsa juniores | 9ª        | 14'04"      |                       |
| 1992 | Mondiali juniores  | Seul          | 10000 m piani  | Argento   | 32'41"57    |                       |
| 1995 | Mondiali di cross  | Durham        | Corsa seniores | 5ª        | 20'49"      |                       |
| 1995 | Mondiali           | Göteborg      | 10000 m piani  | 18ª       | 32'56"94    |                       |
| 1995 | Giochi panafricani | Harare        | 10000 m piani  | Bronzo    | 33'17"96    |                       |
| 1996 | Mondiali di cross  | Stellenbosch  | Corsa seniores | Oro       | 20'12"      |                       |
| 1996 | Giochi olimpici    | Atlanta       | 10000 m piani  | Bronzo    | 31'06"65    |                       |
| 1997 | Mondiali di cross  | Torino        | Corsa seniores | Bronzo    | 21'00"      |                       |
| 1997 | Mondiali           | Atene         | 10000 m piani  | Finale    | dnf         |                       |
| 1998 | Mondiali di cross  | Marrakech     | Corsa lunga    | Bronzo    | 25'49"      |                       |
| 1999 | Mondiali di cross  | Belfast       | Corsa lunga    | Oro       | 28'00"      |                       |
| 1999 | Mondiali           | Siviglia      | 10000 m piani  | Oro       | 30'24"56    | Record dei campionati |
| 2000 | Mondiali di cross  | Vilamoura     | Corsa lunga    | Argento   | 25'48"      |                       |
| 2000 | Giochi olimpici    | Sydney        | 5000 m piani   | Bronzo    | 14'42"23    |                       |
| 2000 | Giochi olimpici    | Sydney        | 10000 m piani  | Argento   | 30'22"48    |                       |
| 2001 | Mondiali di cross  | Ostenda       | Corsa breve    | Oro       | 14'46"      |                       |
| 2001 | Mondiali di cross  | Ostenda       | Corsa lunga    | Argento   | 27'52"      |                       |
| 2001 | Mondiali           | Edmonton      | 10000 m piani  | Bronzo    | 31'49"98    |                       |
| 2005 | Mondiali di cross  | Saint-Galmier | Corsa lunga    | 8ª        | 27'20"      |                       |
| 2008 | Giochi olimpici    | Pechino       | Maratona       | dnf       | dnf         |                       |

## Altre competizioni internazionali
1996
- Argento alla Grand Prix Final ( Milano), 5000 m piani - 14'55"78
- Oro al Cross Internacional Valle de Llodio ( Llodio) - 15'17"

1997
- Oro alla Cinque Mulini ( San Vittore Olona)

1998
- Oro alla Grand Prix Final ( Mosca), 3000 m piani - 8'40"11

1999
- Oro alla BOclassic ( Bolzano) - 15'50"

2001
- 5ª alla Grand Prix Final ( Melbourne), 3000 m piani - 9'32"29
- Oro al Cross di Alà dei Sardi ( Alà dei Sardi) - 17'13"2

2002
- Oro alla maratona di Amsterdam ( Amsterdam) - 2h22'19"

2005
- Oro alla Rock 'n' Roll San Diego Marathon ( San Diego) - 2h30'55"

2006
- Oro alla maratona di Berlino ( Berlino) - 2h21'34"

2007
- Oro alla maratona di Berlino ( Berlino) - 2h23'17"
- Argento alla maratona di New York ( New York) - 2h23'32"

2008
- Bronzo alla maratona di Londra ( Londra) - 2h25'37"